# Otte Steensen Brahe
Otte Steensen Brahe till Næsbyholm, född den 12 april 1578, död den 5 juli 1651, var en dansk godsägare, son till riksrådet Steen Brahe och Birgitte Rosenkrantz.
Otte Steensen Brahe studerade vid olika utländska universitet som Rostock, Heidelberg, Strassburg, Basel och Genève och reste dessutom Frankrike, England och Skottland; i ett par år gjorde han tjänst vid kurfurst Fredrik IV av Pfalz hov. Därefter deltog han i Kalmarkriget och blev fänrik vid den själländska skvadronen. Han samlade en stor del gods till Næsbyholm och blev 1622 ägare till Ravnholt på Fyn, en gård som han dock kort efteråt sålde till Holger Rosenkrantz till Rosenholm. År 1632 utgav han en samling hus- och kyrkoböner. Han var gift första gången 1603 med Margrethe Hansdatter Krafse (död 1614), andra gången 1618 med Karen Knudsdatter Rud (död 14 dagar efter bröllopet), tredje gången 1619 med Anne Nielsdatter Bild (död 1656).